# Апер Садл Ривер (Њу Џерзи)
Апер Садл Ривер (енгл. Upper Saddle River) град је у америчкој савезној држави Њу Џерзи.

## Демографија
По попису из 2010. године број становника је 8.208, што је 467 (6,0%) становника више него 2000. године.
| Група             | 2000.         | 2010.         |
| Белци             | 6.936 (89,6%) | 6.809 (83,0%) |
| Афроамериканци    | 72 (0,9%)     | 118 (1,4%)    |
| Азијати           | 486 (6,3%)    | 828 (10,1%)   |
| Хиспаноамериканци | 169 (2,2%)    | 355 (4,3%)    |
| Укупно            | 7.741         | 8.208         |